# 杜氏の郷
『杜氏の郷』（とうじのさと）は、2004年11月26日にハートブリングから発売されたWindows用アダルトゲームソフト。

## 解説
ハートブリングのデビュー作となるアダルトゲームで、雪国を舞台とした青春物語となっている。
通常版と同時にアクティベーションシステムPlay-Gateを採用したバージョンも発売された。

## ストーリー
主人公、高岡進也は母親の再婚で雪国である雫澤の酒蔵に引っ越してきた。日本酒造りの手伝いやクラスメートたちとの交流を通して多くのことを経験してゆく。

## 登場人物

### メインキャラクター
高岡進也
主人公。横浜から来た。友達思いの6人のクラスメートと一緒にいることが多い。
高岡沙雪
声 - 楠鈴音
進也の義妹で同い年。高岡家の長女。体が弱く、内気な性格。ボーイズラブとパソコンが好き。酒は匂いすら苦手。
高岡美雪
声 - 金田まひる
進也の義妹。高岡家の次女。沙雪とは双子の関係。怒りっぽく軽い性格。
山吹千里
声 - あおいひとみ
進也のクラスメート。姉御肌でリーダー的存在。父親は誰かわからない。酒好きで利き酒が得意。酒豪。郷土料理店「そのみ」の看板娘。オヤジ臭いところがあり、周りの皆をいつも振り回す。
鮎川早苗
声 - 中島千春
進也のクラスメート。ライバル会社の鮎川酒造の娘。お嬢様。普段着はいつも着物。カタカナ語が苦手。

### サブキャラクター
水島鷹哉
進也のクラスメート。農家の息子。
鮎川恵
進也のクラスメート。早苗のいとこであり早苗は姉のような存在。癒し系の男の娘。
高岡弘
進也の義理の父。優しい雰囲気の人。高岡酒造の社長。高岡酒造自体は小さい会社で経営難。
高岡香織
声 - 白井綾乃
進也の実の母。前の夫とは死別した。
桐山誠二
高岡酒造の杜氏。ナイスミドル。バツイチ。進也の兄貴分のような人。生活苦のため規模の大きい鮎川酒造に引き抜かれてしまう。
山吹園美
郷土料理店「そのみ」の女将。千里の母。痴女。
くらき
高岡酒造に住む酒の神様。高岡家以外の人間には見えない。
早苗の父
鮎川酒造の社長。傲慢な男で早苗には嫌われている。
小雪
高岡家の飼い猫。メス。

## スタッフ
- 脚本 - 長谷川藍
- 原画 - ぺこ